# Шпаликов Геннадій Федорович
Шпаликов Геннадій Федорович  (6 вересня 1937, Сегежа, Медвеж'єгорський район, Карельська АРСР, РРФСР, СРСР — 1 листопада 1974, Передєлкіно, Московська область, РРФСР, СРСР) — радянський російський поет, сценарист, кінорежисер.
Був сценаристом кількох популярних радянських фільмів, в тому числі — «Я крокую по Москві» (1963).

## Біографія
Закінчив Київське суворовське військове училище і Всесоюзний державний інститут кінематографії (1964, майстерня Йосипа Маневича).
Г. Шпаликов — кіносценарист, автор текстів пісень і віршів «Палуба», «Я шагаю по Москве», «Ах, утону я в Западной Двине…», «Рио-рита, рио-рита…» («Городок провинциальный»), «Людей теряют только раз», «Бывают крылья у художников», «По несчастью или к счастью…», «Садовое кольцо», що звучать у радянських і російських кінофільмах різних років. Перша збірка творів поета «Вибране», що включає сценарії, вірші, пісні і нотатки, вийшла посмертно у видавництві «Мистецтво» У 1979 році.
Покінчив життя самогубством 1 листопада 1974 р. Похований у Москві на Ваганьковському кладовищі.
Особисте життя
- Перша дружина: Рязанцева Наталя Борисівна — сценарист, драматург.
- Друга дружина: Гула Інна Йосипівна (1940, Харків — 1990, Москва) — радянська актриса театру і кіно. Заслужена артистка РРФСР (1976).
  - Дочка: Шпаликова Дар'я Геннадіївна (* 1963) — радянська актриса.

Пам'ять
- Життю і творчості Г. Шпаликова присвячені численні публікації, меморіальний сайт, а також кілька документальних фільмів і телепередач.

## Творчість

### Фільмографія
Актор:
- Знявся в декількох епізодичних ролях…
- «Хлопчик і дівчинка» (1966)

Режисер-постановник:
- «Довге щасливе життя» (1966, за власним сценарієм)

Кіносценарист:
- «Маленькі мрійники» (1962, кіноальманах, новела «Зірка на пряжці»)
- «Трамвай в інші міста» (1962, к/м)
- «Застава Ілліча» / «Мені двадцять років» (1962—1964, у співавт. з М. Хуцієвим)
- «Я крокую по Москві» (1963)
- «Я родом з дитинства» (1966)
- «Жив-був Козявін» (1966, мультфільм, у співавт. з Л. Лагіним)
- «Довге щасливе життя» (1966)
- «Скляна гармоніка» (1968, мультфільм)
- «Ти і я» (1971, у співавт. з Л. Шепітько)
- «Співай пісню, поете...» (1971, у співавт. з С. Урусевським)
- «День чарівної людини» (1994, к/м)

### Поезія
Творчості Шпаликова властиві тонкий ліризм та емоційність. Автор кількох поетичних збірок. Автор віршів до багатьох пісень, що прозвучали у фільмах, в тому числі: «Я шагаю по Москве» (рос.) (з х/ф «Я простую Москвою» 1963), «Ріо-Ріта» (з х/ф «Військово-польовий роман» (1983, Одеська кіностудія). А в фільмі Миколи Губенка «Підранки» (1976), у виконанні самого режисера, за кадром звучать проникливі поетичні рядки Шпаликова:
По несчастью или к счастью, 
 Истина проста: 
 Никогда не возвращайся 
 В прежние места. 
 Даже если пепелище 
 Выглядит вполне, 
 Не найти того, что ищешь, 
 Ни тебе, ни мне. 
 Путешествие в обратно 
 Я бы запретил, 
 И прошу тебя, как брата, 
 Душу не мути. 
 А не то рвану по следу — 
 Кто меня вернет? — 
 И на валенках уеду 
 В сорок пятый год. 
 В сорок пятом угадаю, 
 Там, где — боже мой! — 
 Будет мама молодая 
 И отец живой.